# Gulbug
Gulbugen (Hippolais icterina) er en sanger af spurvefugle. Den når en længde på 13 cm. Den yngler i store dele af Europa, mens den trækker til Afrika syd for Sahara. Gulbugen lever hovedsageligt i løv- og blandingsskove, sommerhusområder, ældre haver og parker. Da den foretrækker tæt vegetation, ses den sjældent, men kan dog observeres i svirreflugt under jagt på føde eller enkelte gange i toppen af større træer. Ynglebestanden er vurderet som sårbar på den danske rødliste.

## Ynglepladser
Reden bygges i et mindre træ eller i en tæt busk 1-3 meter over jorden. I begyndelsen af juni måned lægger den 4-5 æg som udruges i løbet af 13 dage, og ungerne forlader reden efter yderligere 14 dage.

## Føde
Gulbugens føde består hovedsageligt af insekter og, i efterårsperioden, også bær.